# 하르파지아 홈

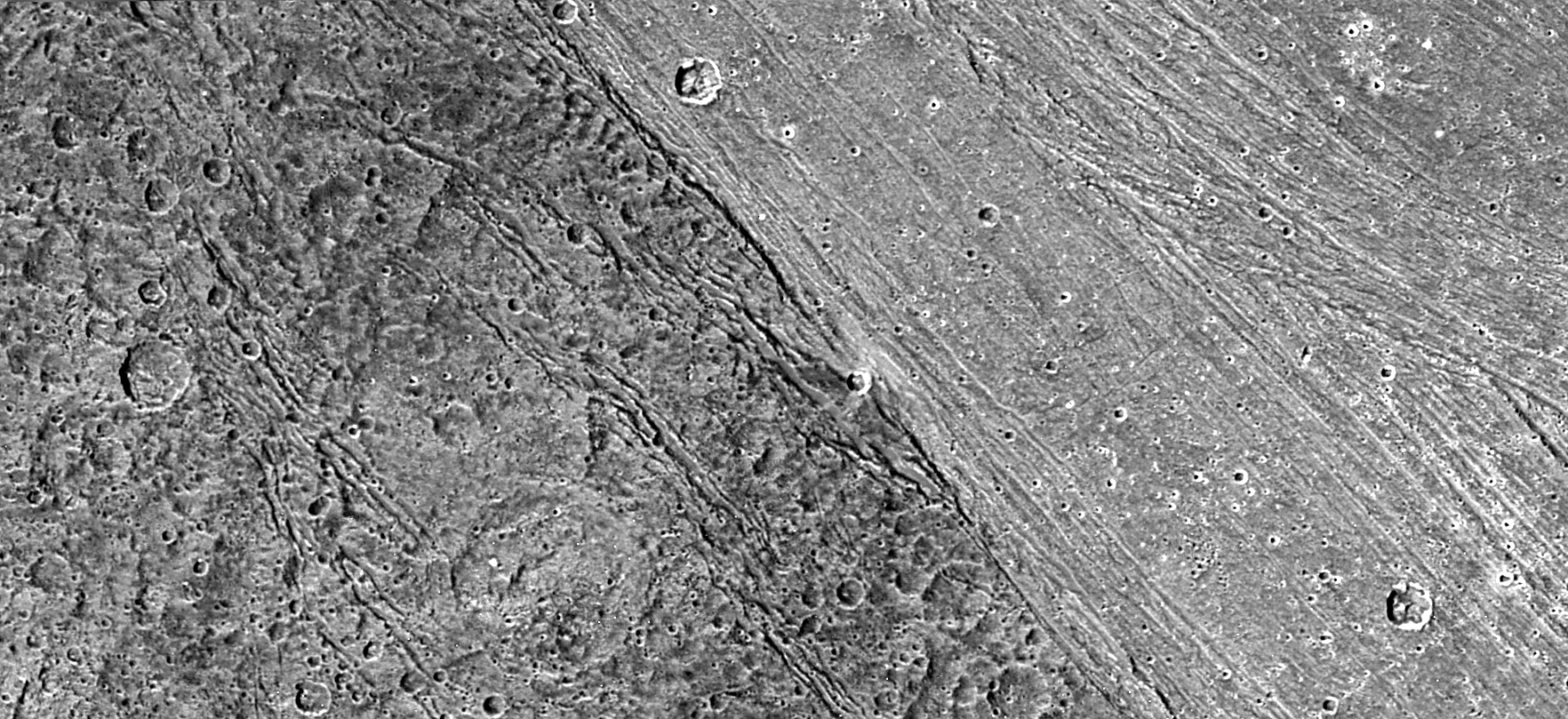
니콜슨 지역의 모습. 오른쪽에 하르파지아 홈이 보인다.

하르파지아 홈(Harpagia Sulcus)는 목성의 위성인 가니메데에 있는 지역으로 홈 모양의 밝은 지형이다. 길이는 1,400km이다.